# 나카츠 마리
나카츠 마리(일본어: 中津真莉, 1983년 7월 8일 ~ )지만 2014년 8월 8일날에는 나카츠 마리코(일본어: 中津真莉子, )부로 지금의 예명으로 개명했다. 또한 나카츠 마리는 일본의 여성 성우다. 그리고 나카츠 마리는 원래 배우를 하던 사람으로, 몇몇 드라마에 출현하다가 2009년 9월에 현 사무소로 이적, 2010년부터 쿠킹아이돌 아이!마이!마인!(クッキンアイドル アイ!マイ!まいん!)의 텐오우지 란코 역으로 성우 데뷔했다. 나올때마다 언성이 점점 높아지는 보이스가 특징 오사카 출신이라서 그런지 칸사이벤에도 능하다. 이에 해당하는 배역으로는 타카토 에리카, 아오야마 나나미, 아타고 키누에, 킨바코 스즈네, 지클린데 에레미아 등이 있다.